# Małyj Kobelaczok
Małyj Kobelaczok (ukr. Малий Кобелячок) – wieś na Ukrainie, w obwodzie połtawskim, w rejonie połtawskim, w hromadzie Nowi Sanżary. W 2001 liczyła 1057 mieszkańców.